# Zdzisław Reszelewski

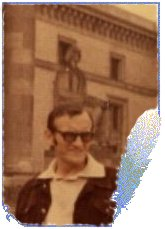
Zdzisław Reszelewski

Zdzisław Reszelewski (ur. 12 sierpnia 1943 w Mogilnie, zm. 27 grudnia 1983) – polski tłumacz, poliglota, krytyk literacki, poeta. Mieszkał między innymi w Lublinie, Wrocławiu, Warszawie. W roku 1973 przeniósł się do Bydgoszczy, gdzie pozostał do śmierci. Opanował kilkanaście języków – angielski, hinduski, japoński, włoski, hiszpański, portugalski.
Tłumaczył literaturę obcą na język polski, a także propagował polską literaturę na świecie.
Pisał eseje, oraz artykuły na temat cywilizacji narodów Dalekiego Wschodu. 
Jego teksty ukazywały się między innymi w "Literatur und Kritik" - Austria, "Utga Zidol Urlag" - Mongolia, "Landfall" - Nowa Zelandia.

## Najważniejsze tłumaczenia to
- Miguel Delibes - Pięć godzin z Mariem (Wydawnictwo Literackie, 1981) – z języka hiszpańskiego.
- Alan Winnington - Miliony Fairfaxa (K-PTK, 1981) – język angielski.
- Sanyuutei Enchoo - Dziwna historia o upiorach z latarnią w kształcie piwonii (Wydawnictwo Literackie, 1981) – język japoński.
- Razipuram Karistzunaswami Narayana - Bogowie, demony i inni... (Wydawnictwo Literackie, 1982) – język angielski.
- Tomie Oohara – Nazywano ją En (Wydawnictwo Literackie, 1984)
- Władimir Erman i Eduard Tiomkin Mity starożytnych Indii (Wydawnictwo „Pomorze”, 1987).
- Bortolo w królewskim pałacu – bajka włoska.
- Wyprawa po słońce – bajka indiańska.

W Indiach ukazała się Współczesna poezja polska - antologia i Znaki życia i miłości antologia polskiej poezji kobiecej (1980 r.)
W roku 1981 otrzymał nagrodę literacką bydgoskich "Faktów".
Pośmiertnie niewielkim nakładem ukazał się tomik jego poezji - W innym wymiarze (1996).